# Li Ruzhen
Li Ruzhen o Li Ju-chen (李汝珍) (1763-1830) es un escritor chino autor de la famosa novela de cien capítulos  Jinghua-yüan (El espejo de la flores), que tardó diez años en escribirla. Se trata de una utopía feminista que sigue siendo muy célebre en China.
La novela, continuadora de la rica tradición utópica china, se sitúa en el siglo VII, bajo la dinastía Tang y en ella se narran las aventuras de cien mujeres de talento en reinos imaginarios, lo que le sirve para criticar la China de su tiempo. «En esos reinos las mujeres tienen derecho a presentarse a los exámenes públicos, estudian, se casan libremente, escapan a la servidumbre de los pies vendados y del concubinato».